# Platja de L'Airín
La Platja de L'Airín està en el concejo de Cudillero, en l'occident del Principat d'Astúries (Espanya) i pertany al poble de Novellana. Està situada en la Costa Occidental d'Astúries i presenta protecció per ser Paisatge protegit, ZEPA i LIC.

## Descripció
Tene forma de petxina, i seu jaç és de sorres clares i de gra gruixut.
Per accedir a la platja cal arribar fins al poble més proper que és Novellana. Cal prendre una via perpendicular a la N 634 al centre de la vila en adreça nord és a dir, en direcció al mar i s'agafa el branc esquerre de l'única bifurcació que hi ha. Després de 300 m s'arriba a uns prats des d'on es veuen els penya-segats i és on cal deixar el cotxe, just immediatament abans d'on comença el camí de baixada. Aquest camí anirà prenent la forma de «ziga-zaga» fins que arriba a la platja.
Hi ha possibilitat de portar la mascota i té una desembocadura fluvial, no té cap servei i les activitats recomanades són la pesca submarina i l'esportiva a canya. Es recomana anar a visitar-la amb màquina de fotos un dia de sol.